# Alice Schmid
Alice Schmid (* 1951 in Luzern) ist eine Schweizer Drehbuchautorin, Regisseurin, Filmemacherin und Schriftstellerin.

## Leben und Werk
Alice Schmid wuchs im Luzerner Vorort Reussbühl auf. Sie studierte Spanisch und Italienisch, 1976 begann die Ausbildung zur Drehbuchautorin und Regisseurin. 1996 schliesslich gründete sie ihre eigene Filmproduktionsfirma Ciné A. S. in Zürich. Schmid setzt ihren Fokus auf die Themen Kinder, Jugendliche und Gewalt.
Während vieler Jahre realisierte Alice Schmid in verschiedensten Ländern Fernsehfilme über Kinder und mit Kindern. So mit Kindersoldaten in afrikanischen Bürgerkriegsländern oder mit Kindern in Kambodscha, die Opfer von Minen wurden. Die zwei Langfilme Die Kinder vom Napf und Das Mädchen vom Änziloch wurden in der Schweiz gedreht. Laura Larissa Röösli, die Hauptfigur im Neueren der beiden, war bereits als kleines Mädchen in Die Kinder vom Napf dabei. Die Kinder vom Napf verzeichnete die für die Schweiz hohe Zahl von über 70'000 Kino-Eintritten.
In Burning Memories agierte Alice Schmid erstmals vor der Kamera. Die Begegnung mit Edvard Munchs Gemälde Pubertät eines auf der Bettkante sitzenden nacktes Mädchens, weckte eine 50 Jahre lang verdrängte, vergessene Erinnerung an den selbst erlebten Kindesmissbrauch, die Schmid in diesem biografischen Roadmovie verarbeitete.
Seit den Dreharbeiten von Die Kinder vom Napf wohnt Alice Schmid in Romoos, dem zentralen Ort des Films.

## Filmografie
- Burning Memories. Dokumentarfilm, 80 min, Schweiz 2020.
- Das Mädchen vom Änziloch. Dokumentarfilm, 87 min, Schweiz 2016[6]
- Die Kinder vom Napf.[7] Dokumentarfilm, 91 min[8], Schweiz 2011.
- Ich bin eine Maus. Dokumentarfilm, 29 min, Schweiz 2007.
- Mut tut gut. 2006.
- Shall I Stay or Shall I Go? (Soll ich bleiben oder gehen?) Dokumentarfilm, 26 min, Sierra Leone 2005.
- I killed people. (J’ai tué, Ich habe getötet). Dokumentarfilm, 26 min, Liberia 1999.
- Affären – Les Affaires de Cœur. Film zur Sexualerziehung und Aids-Prävention, 29 min, Schweiz 1998.
- Jeder Tropfen für die Zukunft. 1996.
- Briefe an Erwachsene. (Lettres aux Adultes, Letters to Grown-Ups). Dokudrama, 52min/26 min, Schweiz 1994.
- Sag Nein – Dis non – Grida il tuo no. Kurzspielfilm, 28 min, Schweiz 1993.
- Einmal im Leben ins Kino. (Les Tapis de la Honte, Let’s go to the Movie). Dokudrama, 26 min, Indien.

## Bücher
- I killed people. Wenn Kinder in den Krieg ziehen. Lamuv, Göttingen 2001, ISBN 978-3-88977-599-3.
- Kultur ist so alt wie die Bohne. Verlag Druckerei Schüpfheim, Schüpfheim 2009.
- Dreizehn ist meine Zahl. Nagel & Kimche, Zürich 2011, ISBN 978-3-312-00472-0.

## Preise
Brief an Erwachsene:
- Erich Kästner-Fernsehpreis der Babelsberger Medienpreise, Berlin
- Nominiert für den Grimme-Preis
- Deutscher Menschenrechts-Filmpreis, Nürnberg
- Meilleur Fiction Ecrans sans frontières, Mulhouse

I killed People:
- 2000: Goldener Fipa, Filmfestival Biarritz
- 2000: Drehbuchpreis Filmfestival Cannes UNIVERSelle
- 2000: Zürcher Filmpreis
- 2000: Nominiert für den Schweizer Filmpreis, Kategorie Bester Kurzfilm
- 2000: Deutscher Menschenrechts-Filmpreis, Nürnberg
- 2000: Eine-Welt Filmpreis, Nordrhein-Westfalen

Dreizehn ist meine Zahl.:
- 2010: Hauptpreis der Zentralschweizer Literaturförderung